# Crasnoe (Grigoriopol), Stînga Nistrului
Crasnoe (în germană Klein Bergdorf) este un sat din cadrul orașului Grigoriopol din Unitățile Administrativ-Teritoriale din Stînga Nistrului (Transnistria), Republica Moldova. Satul a fost locuit de germanii pontici. În 2004 la Crasnoe locuiau 238 de persoane, dintre care 161 moldoveni, 40 ruși, 29 ucraineni și 7 germani..